# Placa del Caribe

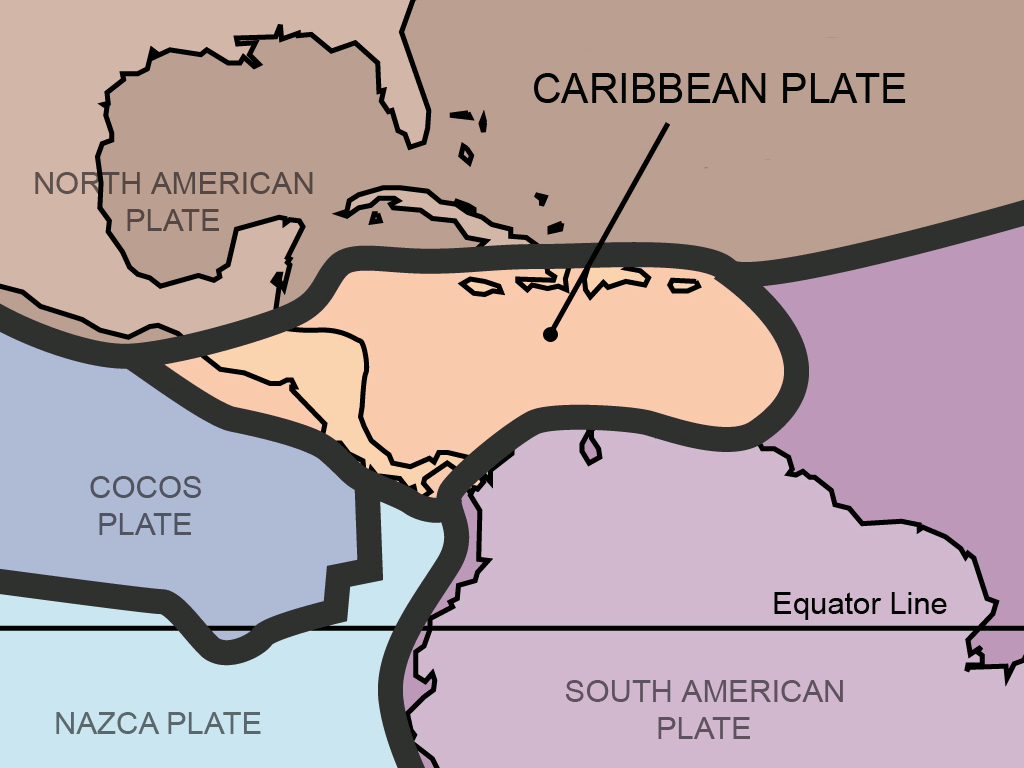
Mapa de la placa del Caribe.

La placa del Caribe es una placa tectónica principalmente oceánica que subyace a América Central y el mar Caribe frente a la costa norte de América del Sur.
Con un área aproximada de 3,2 millones de kilómetros cuadrados (1,2 millones de millas cuadradas), la placa del Caribe limita con la placa norteamericana, la placa sudamericana, la placa de Nazca y la placa de Cocos. Estas fronteras son regiones de intensa actividad sísmica, incluyendo terremotos frecuentes, tsunamis ocasionales y erupciones volcánicas.

## Bordes
En los bordes de la placa tectónica del Caribe hay una intensa actividad sísmica. También existen varios volcanes, algunos de ellos actualmente activos
- El límite norte de la placa del Caribe (LNPC) es en su mayor proporción una falla de rumbo o límite transcurrente (como la falla de San Andrés en California, Estados Unidos). La parte occidental del LNPC está constituida por la falla de Motagua, que se prolonga hacia el este por la zona de falla de las Islas Swan, la fosa de las Caimán, la falla de Oriente al sur de la isla de Cuba y el norte de República Dominicana y la fosa de Puerto Rico.

- El límite este es una zona de subducción. Sin embargo, dado que el límite entre la placa norteamericana y la sudamericana aún se desconoce, no se sabe cuál de las dos placas (tal vez las dos) se desliza bajo la placa del Caribe. La subducción es responsable de las islas volcánicas del arco de las Antillas Menores, desde las Islas Vírgenes hasta la costa de Venezuela. En esta zona hay 70 volcanes activos, ente ellos los de las Soufriere Hills en Montserrat, Monte Pelée de Martinica, La Grande Soufrière en Guadalupe, Soufrière Saint Vincent en San Vicente y las Granadinas, y el volcán submarino Kick-'em-Jenny que se encuentra a 10 km al norte de Granada.

- El límite sur Al sur limita con la placa sudamericana, el borde entre dichas placas ocurre a lo largo de una serie de fallas geológicas sísmicamente activas del tipo transcurrente lateral dextral, que incluyen la falla de El Pilar en el oriente y la falla de San Sebastián en el centro-norte de Venezuela.[4][5][6][7][8]

La región que comprende la tectónica actual y el potencial sísmico en el borde meridional de la placa del Caribe es poco comprendida desde el punto de vista sismotectónico. Tanto el acimut exacto como la magnitud de la tasa anual de ese desplazamiento relativo fueron estimados por diversos autores en el orden de los 10mm/año, de los 20mm/año, y hasta los 30mm/año o más. Un conjunto de mediciones realizadas en 1994 y 1999 en el centro-norte y oriente de Venezuela (incluidas algunas de sus islas caribeñas) dentro del marco del Sistema de Posicionamiento Global (GPS) permitió obtener un resultado más exacto. La tasa de desplazamiento anual que ocurre entre la placa del Caribe y la placa suramericana fue calculada inicialmente en el año 2000, reflejando en los resultados que la placa del Caribe se desplaza hacia el Este aproximadamente 22 milímetros por año con respecto a la placa suramericana mientras que la zona intermedia (Subcaribe) se desplaza hacia el Sureste aproximadamente 12 milímetros por año con respecto a la placa suramericana. Dicho resultado fue afinado dando un valor más exacto en el 2001 de una tasa de 20,5±2 mm/año en dirección N84o±2oE con respecto a la Placa Suramericana. De este desplazamiento dextral, 80 % está contenido dentro de una zona de 80 km de ancho centrada aproximadamente en la zona de fallas de El Pilar-San Sebastián, en la costa norte de Venezuela.

## Origen
Hay dos posiciones sobre el origen de la placa del Caribe que datan su separación a fines del Cretácico o comienzos del Paleoceno cuando comenzaron a funcionar simultáneamente el arco de Costa Rica-Panamá y el arco de las Antillas. Según un grupo de científicos, esta placa corresponde a una enorme altiplanicie originada en el punto caliente de Galápagos. Otro grupo considera que no hace falta un punto caliente para explicar su origen y puede invocarse una dorsal oceánica o un juego complejo de zonas de subducción.